# Justus Fredrik Weinberg
Justus Fredrik Weinberg, född 1770 i Göteborg och döpt 27 november, död 28 januari 1832 i Göteborg, var en svensk major, arkitekt, målare och grafiker.

## Biografi
Han var son till regementsfältskären och kirurgen Philip Berhard Weinberg och Anna Christina Meister och från 1884 gift med Johanna Maria Sahlsten samt bror till Gustaf Wilhelm Weinberg och farbror till Philip Wilhelm Weinberg. Han blev volontär vid fortifikationen 1782 och avancerade på den militära banan till major vid Göta artilleriregemente 1821. Han inledde sina studier vid Konstakademien 1786 och lärde sig förmodligen samtidigt att gravera för Johan Fredrik Martin. 
Som arkitekt i Göteborg kom Weinberg att efterfölja sin vän och lärare Carl Wilhelm Carlberg. I anslutning till Carlbergs klassicerande stil upprättade Weinberg ritningar till flera av husen vid Göteborgs förnämsta gator bland annat Frimurarsamhällets byggnader och Börshuset. Han var även arbetsledare vid arbetena som utfördes på Göteborgs domkyrka 1814–1829. Hans arkitektarbeten kom att bli omfattande på grund av stadsbränderna 1802 och 1804. Weinberg medverkade med en Göteborgsutsikt vid Konstakademiens utställning 1815. Han förenade sitt arbete som arkitekt med ett fritt bildskapande, som visar ett betydande arkitektur och kulturhistoriskt värde. Med sina väl avvägda perspektiv och omsorgsfullt studerade staffage är hans bilder från Göteborg runt 1800 utmärkta för studier av stadens dåvarande topografi och innevånare. I likhet med Elias Martin, som har stora konstnärliga beröringspunkter med Weinbergs konst, målade han de livfulla stadsvyerna kring kanalerna och torgen, utanför stadsgränsen målade han gärna utsikter i akvarell eller olika herrgårdar och naturlandskap med ett romantiskt inslag som en Hallandshed med betande boskap eller Trollhättans skummande vatten. 
Som grafiker utförde han ett stick av Nya Älvsborgs fästning, som användes som vinjett till Skalde-Qväde öfver Ny Elfsborgs befrielse från danska belägringen år 1719. Författadt af Daniel Pettersson 1787. Weinberg är representerad vid Nationalmuseum, Kungliga biblioteket, Göteborgs historiska museum och Röhsska konstslöjdmuseet.

## Verk i urval

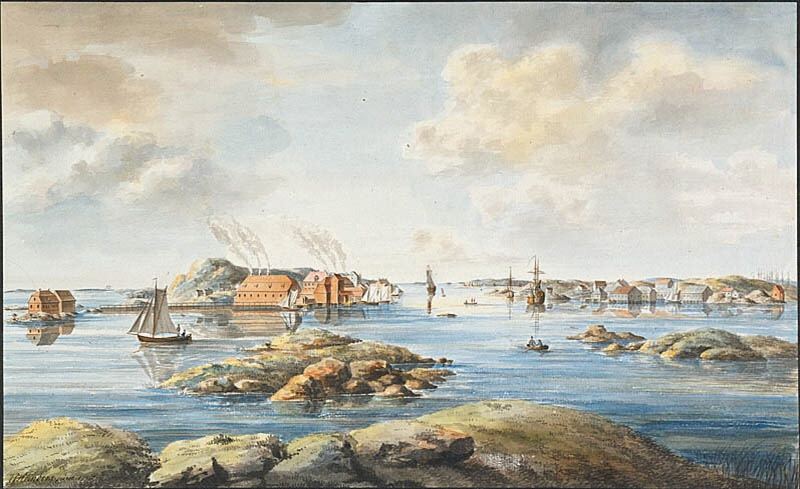
Trankokeri och sillsalteri i Bohuslän 1795.
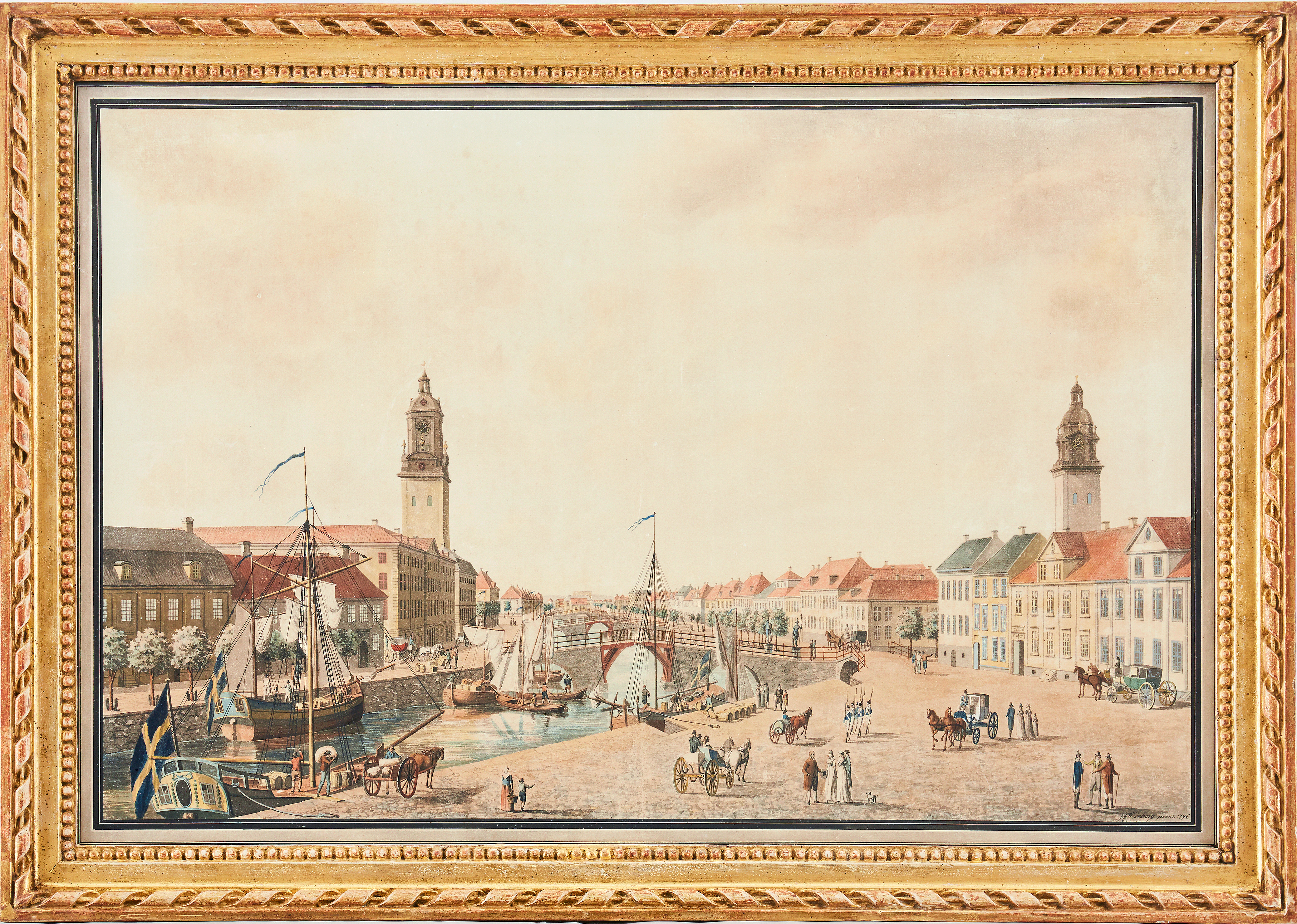
Lilla Torget i Göteborg på en målning från 1796.
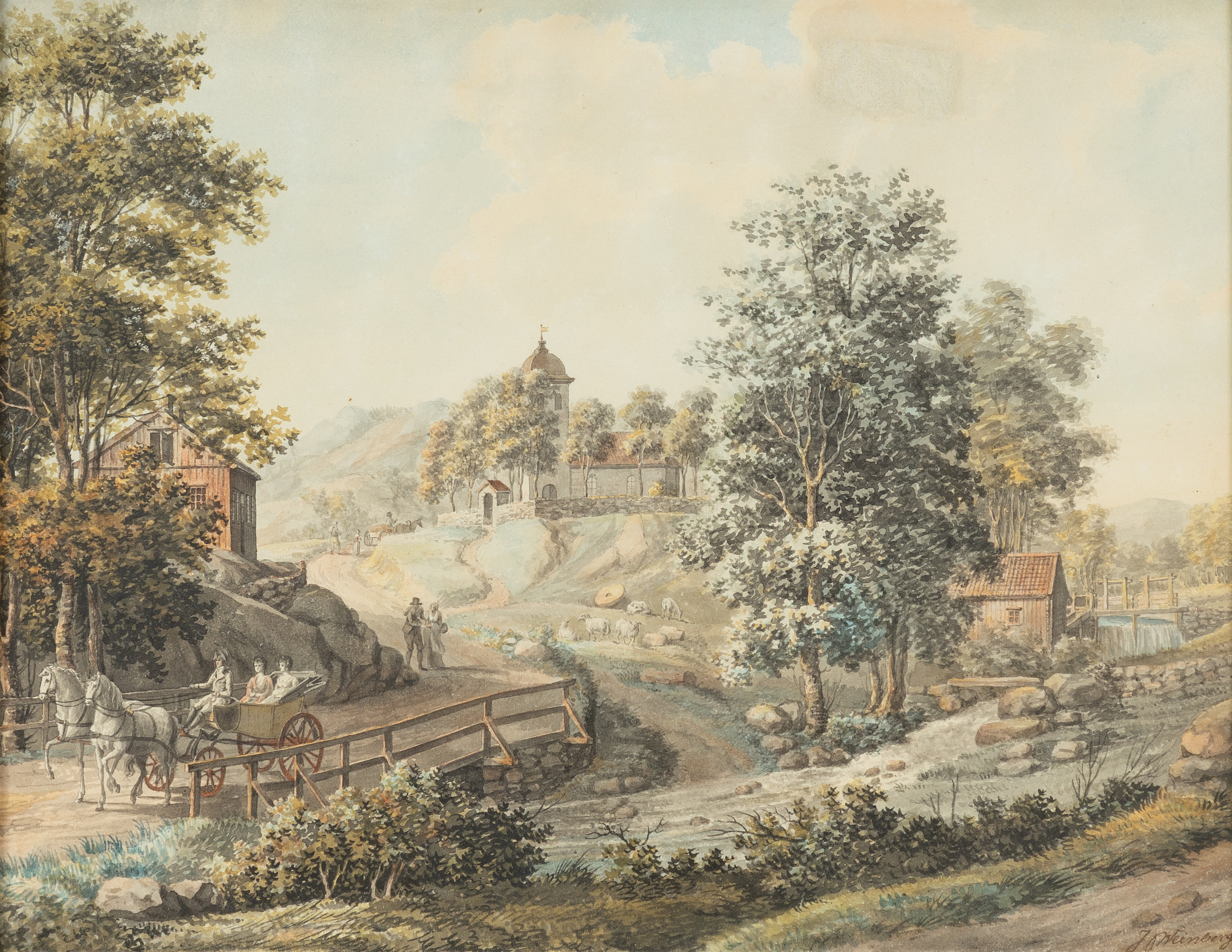
Danska Vägen, uppfart vid Delsjöbäcken mot Örgryte gamla kyrka. Målad av Weinberg runt år 1800.
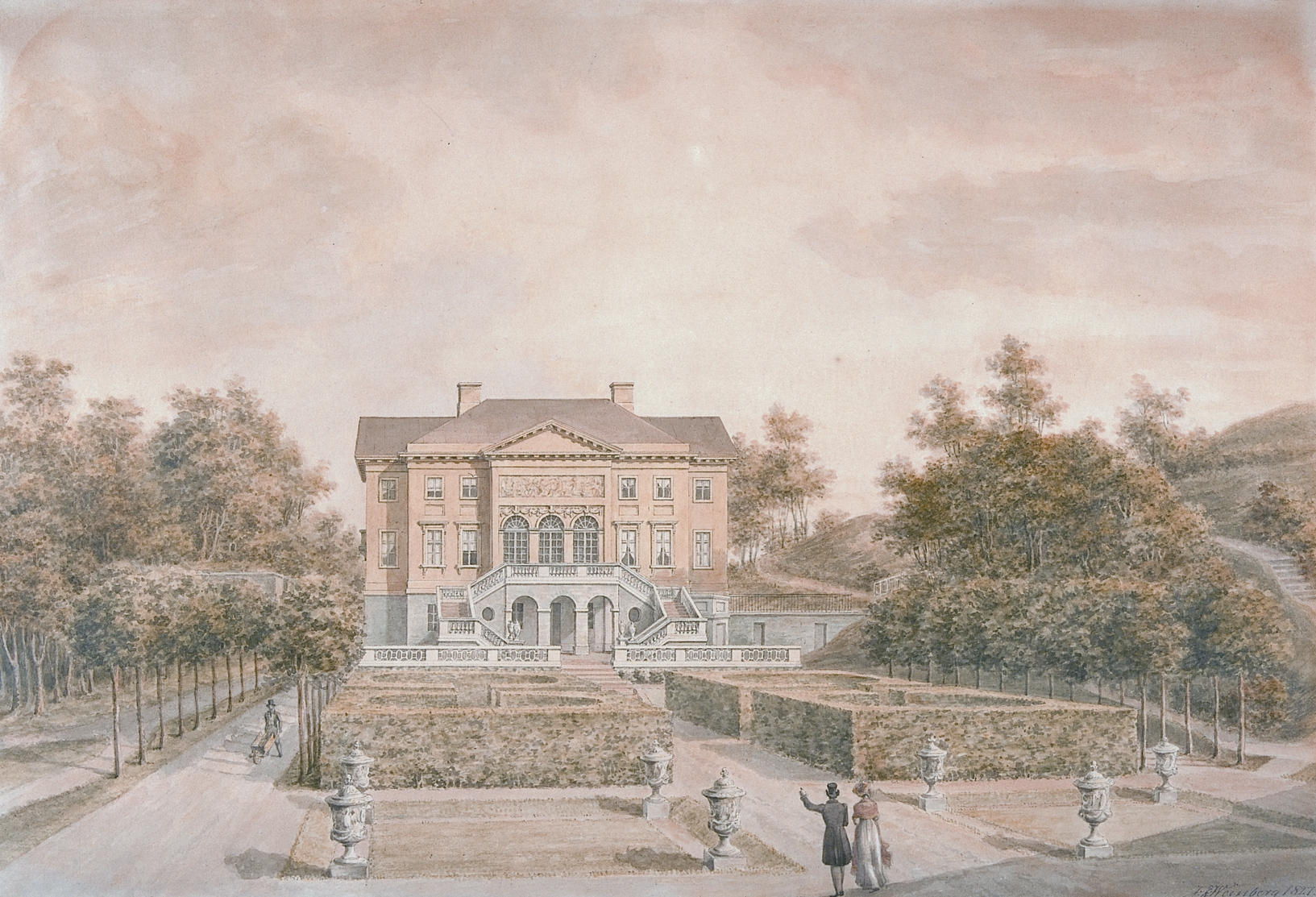
Gunnebo slott på en målning från 1827.